# Moffat (Écosse)
Pour les articles homonymes, voir Moffat.
Moffat est une ville d'Écosse située en Dumfries and Galloway sur les bords du fleuve Annan, ayant une population avoisinant les 2.500 habitants.

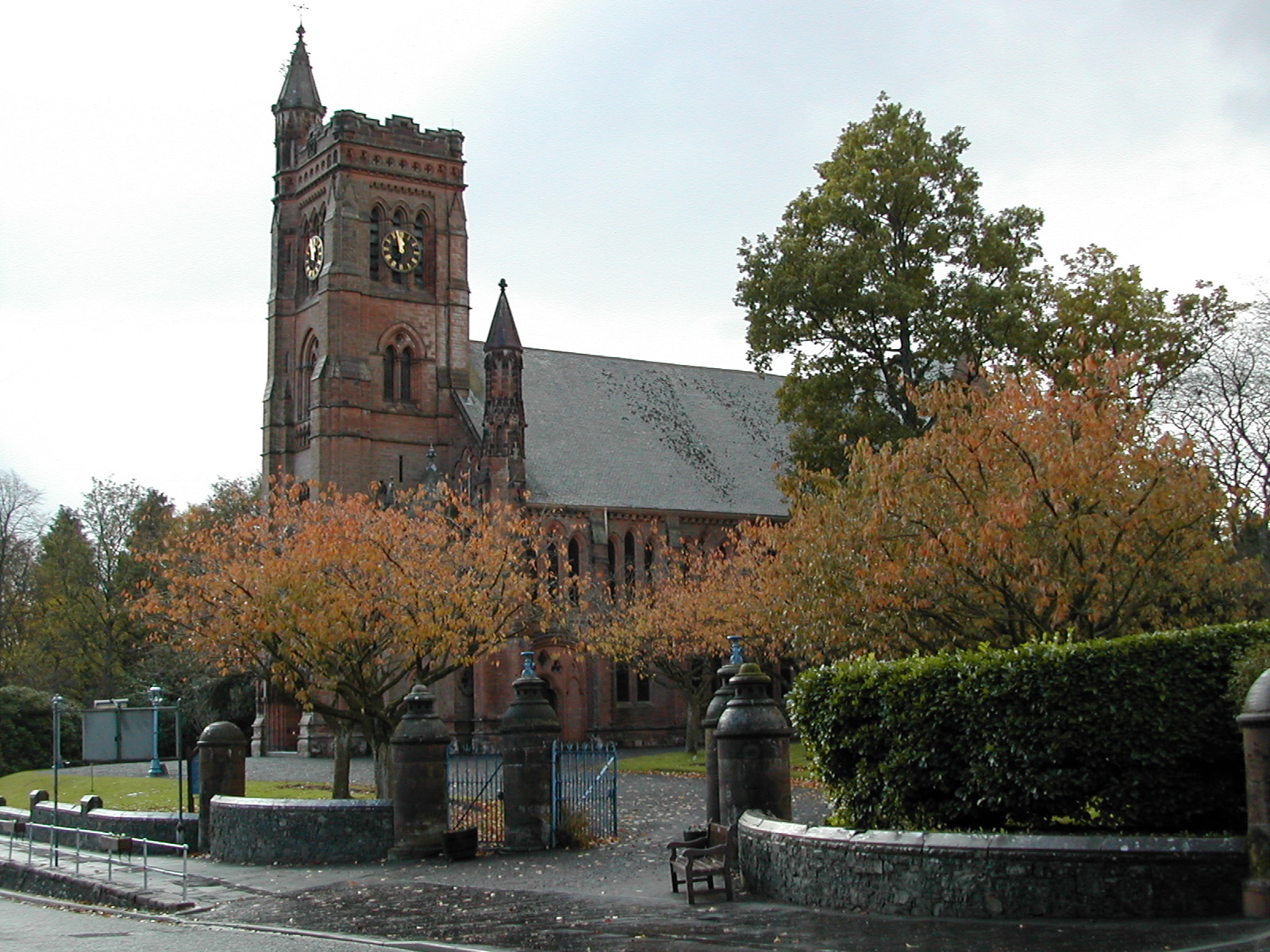
L'église de Moffat.

## Personnalités liées à la commune
- James Macpherson (1736-1796), poète écossais, connu comme le « traducteur » du cycle de poèmes d’Ossian,
- Thomas Bouch (1822-1880), ingénieur ferroviaire anglais de l'époque victorienne,
- Hugh Dowding (1882-1970), chef du Fighter Command durant la Bataille d'Angleterre,
- James B. Niven (1861-1933), footballeur international écossais.